# Landtag del Burgenland
Il Landtag del Burgenland (in tedesco Burgenländischer Landtag) è l'assemblea legislativa monocamerale dello stato federato austriaco del Burgenland. La sede del parlamento è il Landhaus Eisenstadt.